# تا بی‌نهایت…
تا بی‌نهایت...  نام سومین آلبوم گروه آریان است که در سال ۱۳۸۳ منتشر شد. این آلبوم شامل ۱۲ ترانه می‌باشد.

## فهرست ترانه‌ها
| ردیف | آهنگ          |
| ۱    | افسونگر       |
| ۲    | بذار برم      |
| ۳    | کاشکی         |
| ۴    | سکوت          |
| ۵    | طلسم          |
| ۶    | قصر شنی       |
| ۷    | شاپرک         |
| ۸    | گمشده من      |
| ۹    | کبوترهای سپید |
| ۱۰   | خورشید عشق    |
| ۱۱   | مگه میشه      |
| ۱۲   | آروم آروم     |